# Proceratophrys huntingtoni
Proceratophrys huntingtoni é uma espécie de anfíbio da família Odontophrynidae. Endêmica do Brasil, pode ser encontrada nos municípios de Nobres, Santo Antônio de Leverger e Chapada dos Guimarães no estado do Mato Grosso.